# Магометов, Салтан Кеккезович
Салта́н Кекке́зович Магоме́тов (20 декабря 1920 года, аул Хурзук, Карачаево-Черкесия — 31 августа 1989 года, п. Орджоникидзевский (КЧАО) в Карачаевском районе Республики Карачаево-Черкесия) — советский военачальник, генерал-полковник (1978 год).

## Биография
Салтан Магометов вместе с семьей в 1928 году из старинного аула Хурзук переехал в город Кисловодск, где в те времена находился центр Мало-Карачаевского района Карачаевской автономной области. Карачаевские Магометовы относится к боковой ветви владетельного карачаевского рода князей Крымшамхаловых и имеют статус «чанка».
Учился в карачаевской средней школе. После 9-го класса году поступил на последний курс педагогического рабфака в Микоян-Шахаре (Карачаевск) и с отличием закончил его.
В 1938 году поступил на физико-математический факультет Ростовского университета. Он очень любил физику, математику, хотел стать научным работником. Однако в 1939 году со второго курса университета был призван в ряды Красной Армии. Группа из 6 человек из Кисловодска, в которую входил и Салтан, попала в полковую школу младшего командного состава 376 гаубично-артиллерийского полка, дислоцированного в городе Моршанске Тамбовской области.

### Перед Великой Отечественной войной
В ноябре 1939 года началась война с Финляндией, и после усиленной подготовки 376 ГАП был переброшен на Карельский перешеек в район Выборга. Здесь Магометов получил первое боевое крещение, отличился при прорыве линии Маннергейма, за что ему был вручён знак «Отличник РККА».
В мае 1940 года часть где служил Магометов приняла участие в польском походе Красной Армии в составе Киевского особого округа и дислоцировалась в местечке Фельштын Львовской области, в 30 км от румынской границы.
В марте 1941 года Магометов был переведен в зенитный полк в городе Львове.

### Великая Отечественная война
С первых дней Великой Отечественной войны участвует в боях на Западном фронте. Командир взвода разведки 533-го артполка сержант Магометов на офицерской должности сражался против фашистов умело и храбро. В 1942 году ему было присвоено офицерское звание — лейтенант.
В составе 16-й армии под командованием генерала Рокоссовского 533-й артполк сражался за города Волоколамск, Румянцев и Петровск. За эти бои Магометов был награждён медалью «За оборону Москвы».
В 1943 году вступает в ВКП(б).
С 5 по 9 июля 1943 года в ходе боев на Курской дуге в Поныровском районе Курской области командир батареи 1541-го тяжёлого артиллерийского самоходного полка 13-й армии старший лейтенант Магометов умело руководил огнём артиллерийской батареи, в результате чего были уничтожены: тяжёлый «Тигр», два средних немецких танка, два вражеских орудия и семь автомашин.
Приказом по войскам 13-й армии Центрального фронта № 90/н от 21 июля 1943 года Магометов был награждён орденом Отечественной войны 2-й степени.
После окончания боев на Курской дуге в составе 51-я армии 1-го Прибалтийского фронта участвовал в освобождении Прибалтики от фашистов.
20 августа 1944 года в боях в районе юго-западнее города Шяуляй Литва начальник штаба 336-го гвардейского самоходного артиллерийского полка в составе 267-й стрелковой дивизия гвардии капитан Магометов постоянно находился в боевых порядках полка и лично управлял огнём батарей, моменты когда связь с батареями отсутствовала рискуя жизнью лично на автомобиле выезжал к командирам батарей, где четко и ясно ставил задачу. В результате этих боев его полк уничтожил 9 вражеских танков, 4 самоходных орудия, 8 орудий, 4 бронетранспортёра, 76 автомашин с боеприпасами и многое другое.
Приказом по войскам 51-й армии № 143/н от 22 сентября 1944 года Магометов был награждён орденом Отечественной войны 1-й степени.
26 февраля 1945 года, наступая на Мыза Кротэ Прейльский район Латвия начальник штаба 336-го гвардейского самоходного артиллерийского полка гвардии майор Магометов находясь в боевых порядках полка, двумя СУ-152 сумел уничтожить немецкий танк, и заставил остальные танки противника отступить, что дало возможность нашим войскам овладеть вражеским пунктом обороны.
Приказом по бронетанковым и механизированным войскам 2-го Прибалтийского фронта № 11/н от 17 марта 1945 года Магометов был награждён орденом Красной Звезды.
В марте 1945 года С.Магометов стал заместителем командира 336 ТСАП, который в составе Прибалтийского фронта громил фашистов в Курляндии.
Капитуляцию немецких войск и победу в войне встретил в Прибалтике.

### Послевоенное время
После окончания войны вместе с полком самоходных орудий Магометов прибыл в Ленинград для продолжения службы. Он неоднократно обращался к руководству с просьбой направить его на учёбу, но смог попасть только на офицерские курсы.
В 1947 году окончил Высшие офицерские курсы бронетанковых войск. В 1949 году переведен в состав Советских войск в Германии и назначен заместителем командира 78-го тяжёлого танкового полка 6-й танковой дивизии 3-й гвардейской механизированной армии.
В июне 1954 года назначен командиром 52-го гвардейского танкового полка, стал полковником, награждён орденом Красной Звезды.
В ноябре 1956 года полковник Магометов поступил в Академию бронетанковых войск им. Сталина и в 1959 году окончил её.
В 1962 году генерал-майор Магометов поступил, в 1964 году окончил с золотой медалью Военную академию Генерального штаба Вооружённых Сил СССР, и в декабре этого года был назначен начальником штаба 3-й гвардейской танковой армии в Магдебурге (ГСВГ). Он вернулся в родную армию, в составе которой раньше проходил службу в танковом полку.

Генерал-лейтенант Магометов С. К.

В ноябре 1967 года был назначен командующим 5-й гвардейской танковой армией Белорусского военного округа в городе Бобруйске. На этой должности награждён орденом Красного Знамени. 19 февраля 1968 года постановлением Совета Министров СССР присвоено воинское звание генерал-лейтенант.
С декабря 1969 по 1972 год — военный советник в Сирийской Арабской республике. В этой республике Магометов оказал огромную помощь как теоретическую, обучая офицеров сирийской Армии военному искусству, так и практическую, обучая сбивать неприятельские самолёты и уничтожать танки. Его влияние и авторитет у президента Хафеза Асада были настолько велики, что, когда из всех арабских стран выслали военных советников, только он остался в Сирии.

Бывший однополчанин Магометова полковник И. Еремин, работавший в то время в Дамаске, рассказывал такой случай: «Солтан Магометов пригласил на прием Хафеза Асада и послал меня за послом СССР в Сирии Нуритдином Мухитдиновым. Последний не поверил, заявив, что президент не приглашает его, посла, а как он может идти в гости к Магометову. Когда мы подъехали к дому главного военного советника, посол, увидев охрану Асада, был удивлен. Настолько был велик авторитет Магометова в этой стране».
— http://www.elbrusoid.org/articles/military/359712/
С августа 1972 по декабрь 1979 года — первый заместитель командующего войсками Забайкальского военного округа.
В ноябре 1979 года назначен главным военным советником в Афганистан. Перед назначением состоялась продолжительная беседа с Ю. В. Андроповым — С. К. Магометову предстояло подготовить и руководить многими аспектами драматической операции по введению советских войск в Афганистан. После введения войск согласно директиве Генерального штаба от 29.12.1979 было создано объединённое командование всех находящихся в ДРА советских войск и советников. Начальником над всеми назначен главный военный советник генерал-полковник С. К. Магометов (Дата обращения: 25 января 2012). Он выполнял титаническую работу по размещению и снабжению прибывающих из СССР войск. Его задачей было сделать все, чтобы по их прибытии не возникло никаких инцидентов, и справился он с ней блестяще, так как к его мнению прислушивались практически все влиятельные силы страны. За деятельность в Афганистане Солтана Кеккезовича представили к званию Героя Советского Союза. Он, как Главный военный советник, должен был сам подписать документ о присвоении себе этого звания. Но он не подписал эту бумагу.
За участие в афганских событиях он был награждён орденом Ленина.

Вот как позже писал Магометов о своей работе в Афганистане: «Основную задачу Главного военного советника в ДРА я видел в содействии в деле стабилизации военной обстановки… Изучив на месте реальное положение, я пришёл к выводу, что афганское общество в силу исторических устоев и уклада и сильного влияния реакционных религиозных деятелей не подготовлено к демократическим преобразованиям, военное вмешательство подорвет авторитет Советского Союза в мировом сообществе, ведение войны в горной стране — дело затяжное и бесперспективное, об этом свидетельствуют результаты англо-афганских войн. Я докладывал нашему военному ведомству о сокращении численности наших войск, подумать о перспективе ведения войны. Но мне отвечали: „Это решает Политбюро“. В этих условиях я старался тщательно готовить военные операции, беречь жизнь каждого нашего солдата и офицера. Разве они виноваты, что гибнут в чужой стране, исполняя волю и бред горе-правителей? Единственный выход из тяжёлого положения — немедленный отзыв контингента советских войск, положить конец бессмысленному кровопролитию».
— http://www.elbrusoid.org/articles/military/359712/
В августе 1980 года после ранения Магометов назначен первым заместителем начальника Военной академии имени М. В. Фрунзе. Четыре года обучал офицерские кадры Советской Армии, передавая свой опыт фронтовика и военного дипломата  слушателям этой академии.
После выхода в запас в марте 1983 года генерал-полковник Магометов занимался патриотической работой среди молодёжи, встречался с молодыми солдатами, школьниками, студентами.
Скоропостижно скончался от инфаркта 31 августа 1989 года во время выступления на митинге ветеранов-афганцев, проходившем перед музеем защитников перевала Кавказа (за аулом Кумыш).
Похоронен на Аллее Героев в городе Карачаевске.

## Семья
Отец — Магометов Кёккёз Гиргёкаевич, мать — Долаева Гоша Темирбековна.
Жена — Александра, дети — Лилия, Роман.
Старший брат Магомет погиб на Великой Отечественной войне.
Сестра Файруза.

## Воинские звания
- генерал-майор танковых войск (27.04.1962)
- генерал-лейтенант танковых войск (19.02.1968)
- генерал-полковник (14.02.1978)

## Награды
- орден Ленина (1980)
- два ордена Красного Знамени (1968, 197?)
- два ордена Отечественной войны 1-й степени (22.09.1944, 06.04.1985)
- орден Отечественной войны 2-й степени (21.07.1943)
- два ордена Красной Звезды (17.04.1945, 1954)
- Орден «За службу Родине в Вооружённых Силах СССР» 3-й степени (1975)
- Медали, в том числе:
  - Медаль «За боевые заслуги» (1949)
  - Юбилейная медаль «За воинскую доблесть. В ознаменование 100-летия со дня рождения Владимира Ильича Ленина»
  - Медаль «За отличие в охране государственной границы СССР»
  - Медаль «За оборону Москвы»
  - Медаль «За победу над Германией в Великой Отечественной войне 1941—1945 гг.»
  - Юбилейная медаль «Двадцать лет Победы в Великой Отечественной войне 1941—1945 гг.»
  - Юбилейная медаль «Тридцать лет Победы в Великой Отечественной войне 1941—1945 гг.»
  - Юбилейная медаль «Сорок лет Победы в Великой Отечественной войне 1941—1945 гг.»
  - Медаль «Ветеран Вооружённых Сил СССР»
  - Медаль «За укрепление боевого содружества»
  - Юбилейная медаль «50 лет Вооружённых Сил СССР»
  - Юбилейная медаль «60 лет Вооружённых Сил СССР»
  - Юбилейная медаль «70 лет Вооружённых Сил СССР»
  - Медаль «За безупречную службу» 1-й степени
- Знак «Отличник РККА»

Иностранные награды
- орден «За отличие» I степени (Сирия)
- Орден Красного Знамени (МНР)
- Крест Храбрых (ПНР)
- другие награды.

## Почётный гражданин
Магометов Солтан Кеккезович был избран почётным гражданином города Карачаевск.

## Память
- Именем С. К. Магометова названы школы в городах Кисловодске, Карачаевске, селе Красный Курган (Карачаево-Черкесия) Малокарачаевского района КЧР[5]
- Его именем названы улицы в населённых пунктах Карачаево-Черкесской республики.
- Ежегодно проводятся фестивали национальных видов спорта народов Северного Кавказа, посвящённые памяти генерал-полковника Магометова.